# Radio Oko
Radio Oko – polska regionalna stacja radiowa, której siedziba mieści się w Ostrołęce przy ul. Korczaka 4. Radio Oko obejmuje patronatem medialnym większość imprez organizowanych w regionie. 
Stacja rozpoczęła nadawanie 18 grudnia 1993 roku. Była to emisja próbna, wcześniej niezapowiadana. W maju 1994 roku ostrołęcka rozgłośnia otrzymała koncesję KRRiT i zaczęła nadawać na 66,5 MHz, uruchamiając następnie nadajniki w Różanie 106,7 MHz oraz Ciechanowie 70,37 MHz. Radio Oko nadaje na częstotliwości 88,5 MHz z nadajnika w Ostrołęce z mocą 0,5 kW.